# Marano di Valpolicella
Marano di Valpolicella é uma comuna italiana da região do Vêneto, província de Verona, com cerca de 2.882 habitantes. Estende-se por uma área de 18,64 km², tendo uma densidade populacional de 160 hab/km². Faz fronteira com Fumane, Negrar, San Pietro in Cariano, Sant'Anna d'Alfaedo.

## Demografia
| Variação demográfica do município entre 1861 e 2011                               |
|                                                                                   |
| Fonte: Istituto Nazionale di Statistica (ISTAT) - Elaboração gráfica da Wikipedia |